# Cixius nycticola
Cixius nycticola är en insektsart som beskrevs av Hoch och Asche 1993. Cixius nycticola ingår i släktet Cixius och familjen kilstritar.
Artens utbredningsområde är Spanien. Inga underarter finns listade i Catalogue of Life.